# Grönområden i Örebro
Här följer en lista med parker och grönområden i Örebroområdet, uppdelade efter stadsdel.

## Adolfsberg
- Amerikaskogen
- Asplunden
- Brunnsgärdeslunden
- Brunnsparken
- Eriksbergsparken
- Hagalund
- Hälleboparken
- Lindhultsparken
- Lövåsparken
- Nastabergsparken
- Reträtten
- Sommarro
- Sanatorieparken
- Sjättedelsparken
- Vårboparken
- Vänneboparken

## Almby/Sörby
- Hagmarken
- Lillegårdslunden (även kallad "grisparken")
- Tybbleparken
- Sörbyparken
- Eklunden
- Ekängsparken

## Brickebacken/Brickeberg
- Saxonparken
- Skogalundsparken
- Markaskogen

## Centrum
- Kvarnplatsen
- Henry Allards park (Centralparken)
- Harald Forss park
- Ulla Billqvists park
- Stadsparken, Örebro
- Stora Holmen
- Sveaparken
- Oskarsparken
- Oskarstorget
- Södermalmsparken
- Drottningparken
- Eugénparken
- Väståparken
- Hagaparken
- Karl Johans park
- Karlaparken
- Tegnérlunden
- Slottsparken
- Margaretalunden

## Nya Haga
- Älvtomtaparken
- Rostagårdsparken
- Västhagaparken
- Oxhageparken
- Tjäderleken

## Norr
- Venaparken
- Rynningeparken
- Hagaroparken
- Hagabergsparken
- Bergkällebacken
- Längbrotorg
- Norrbyparken
- Henningsholm
- Mannetorpsparken
- Sofiaparken
- Åkullen

## Öster
- Oset
- Rynningeviken

## Nordvästra ytterområdet
- Hjärstaparken
- Långgateparken
- Viktoriaparken
- Brovallen
- Varbergaskogen
- Villerkullaparken
- Boglundsängen

## Rosta, Karlslund, Örnsro
- Hästhagen
- Karlslunds herrgård
- Norra Rostaparken
- Västra Rostaparken
- Östra Rostaparken
- Stubbenparken
- Torsten Ehrenmarks park
- Åbyparken
- Ånäsparken

## Västra ytterområdet
- Björkhagalunden
- Slånbärsparken
- Mellringevallen
- Hedeparken
- Vallåkraparken
- Wallerska parken